# Jablines
Jablines és un municipi francès, situat al departament de Sena i Marne i a la regió de Illa de França. L'any 2007 tenia 628 habitants.
Forma part del cantó de Lagny-sur-Marne, del districte de Torcy i de la Comunitat d'aglomeració Marne i Gondoire.

## Demografia

### Població
El 2007 la població de fet de Jablines era de 628 persones. Hi havia 216 famílies, de les quals 40 eren unipersonals (16 homes vivint sols i 24 dones vivint soles), 40 parelles sense fills, 124 parelles amb fills i 12 famílies monoparentals amb fills.
La població ha evolucionat segons el següent gràfic:
Habitants censats

### Habitatges
El 2007 hi havia 239 habitatges, 214 eren l'habitatge principal de la família, 13 eren segones residències i 12 estaven desocupats. 214 eren cases i 24 eren apartaments. Dels 214 habitatges principals, 177 estaven ocupats pels seus propietaris, 32 estaven llogats i ocupats pels llogaters i 5 estaven cedits a títol gratuït; 2 tenien una cambra, 8 en tenien dues, 23 en tenien tres, 55 en tenien quatre i 126 en tenien cinc o més. 177 habitatges disposaven pel capbaix d'una plaça de pàrquing. A 66 habitatges hi havia un automòbil i a 135 n'hi havia dos o més.

### Piràmide de població
La piràmide de població per edats i sexe el 2009 era:
| Homes | Edats   | Dones |
| ----- | ------- | ----- |
| 0     | 95 o +  | 0     |
| 0     | 90 a 94 | 0     |
| 0     | 85 a 89 | 0     |
| 0     | 80 a 84 | 0     |
| 0     | 75 a 79 | 12    |
| 4     | 70 a 74 | 4     |
| 0     | 65 a 69 | 4     |
| 4     | 60 a 64 | 4     |
| 8     | 55 a 59 | 0     |
| 12    | 50 a 54 | 16    |
| 16    | 45 a 49 | 12    |
| 12    | 40 a 44 | 16    |
| 52    | 35 a 39 | 28    |
| 44    | 30 a 34 | 56    |
| 20    | 25 a 29 | 28    |
| 4     | 20 a 24 | 0     |
| 8     | 15 a 19 | 12    |
| 36    | 10 a 14 | 20    |
| 44    | 5 a 9   | 32    |
| 40    | 0 a 4   | 20    |

## Economia
El 2007 la població en edat de treballar era de 425 persones, 341 eren actives i 84 eren inactives. De les 341 persones actives 322 estaven ocupades (173 homes i 149 dones) i 19 estaven aturades (10 homes i 9 dones). De les 84 persones inactives 15 estaven jubilades, 44 estaven estudiant i 25 estaven classificades com a «altres inactius».

### Ingressos
El 2009 a Jablines hi havia 208 unitats fiscals que integraven 604,5 persones, la mediana anual d'ingressos fiscals per persona era de 25.702 €.

### Activitats econòmiques
Dels 29 establiments que hi havia el 2007, 1 era d'una empresa alimentària, 3 d'empreses de construcció, 2 d'empreses de comerç i reparació d'automòbils, 5 d'empreses de transport, 3 d'empreses d'hostatgeria i restauració, 1 d'una empresa d'informació i comunicació, 1 d'una empresa financera, 3 d'empreses immobiliàries, 3 d'empreses de serveis, 4 d'entitats de l'administració pública i 3 d'empreses classificades com a «altres activitats de serveis».
Dels 7 establiments de servei als particulars que hi havia el 2009, 1 era un taller de reparació d'automòbils i de material agrícola, 1 paleta, 1 guixaire pintor, 3 restaurants i 1 agència immobiliària.
L'únic establiment comercial que hi havia el 2009 era una carnisseria.

## Equipaments sanitaris i escolars
El 2009 hi havia una escola elemental integrada dins d'un grup escolar amb les comunes properes formant una escola dispersa.

## Poblacions més properes
El següent diagrama mostra les poblacions més properes.